# Andreas Odbjerg
Andreas Ferguen Dyre Odbjerg (født 5. december 1987), kendt under kunstnernavnet Andreas Odbjerg, er en dansk sanger og sangskriver. Efter deltagelse i X-factor i 2009 og The Voice i 2012, hvor han kom på andenpladsen, har han siden 2017 produceret sange solo eller i samarbejder. Hans første single "Icemoneyassbitch" udkom i 2018 og i 2020 udkom EP'en Lance Armstrong med bl.a. sangen "Føler mig selv 100" som solgte 2 x platin og endte på 74. pladsen over de mest streamede sange i Danmark i 2020. I 2021 sang han med på Tobias Rahims sang "Stor Mand", som solgte 4 x platin og endte på 8. pladsen over de mest streamede sange i 2021, hvor den peakede som den mest streamede sang i 2022. Odbjergs debutalbum Hjem fra Fabrikken udkom i marts 2022 og indeholder sange som "Hjem fra Fabrikken" og "I morgen er der også en dag". Albummet solgte platin og blev det 4. mest streamede album i Danmark, mens "Hjem fra Fabrikken" blev den 5. mest streamede sang i Danmark på Spotify i 2022, ligesom at Odbjerg var den 6. mest streamede artist i Danmark i 2022. Han vandt i 2021 Danish Music Awards' priser "Årets Nye Danske Navn" og "Årets Sangskriver".
Udover selv at synge, har Odbjerg også skrevet sange for og med blandt andre Malte Ebert, Lord Siva, Ankerstjerne og Drew Sycamore, heriblandt Lord Sivas "Paris", Drew Sycamores "45 Fahrenheit Girl" og Ericka Janes "I Say Stupid Things".
Odbjerg skrev og sang desuden titelsangen "God jul" til TV 2s julekalender Kometernes jul i 2021.

## Karriere
Folk må gerne blive provokeret og forvirret af mine sange. Bare de ikke keder sig.
Odbjerg deltog i de indledende runder af talentshowet X Factor i 2009, men kom ikke til liveshowene. Han prøvede igen i showet The Voice i 2012 hvor han fik en samlet andenplads. Derefter fik han en pladekontrakt og begyndte på sangskriverlinjen på Rytmisk Musikkonservatorium. Sammen med Moses Fiellau dannede han duoen Moses: "Andreas". De har udgivet 3 EP'er og i 2017 blev deres nummer "Gazeller" et radiohit. Han startede i 2018 med soloudgivelser. I 2021 fik hans single "Føler mig selv 100" en placering som nr. 29 på den danske singlehitliste. ligeledes opnåede sangen en topplacering på den danske airplay chart som nummer 3. Nummeret “Penge Ind, Penge Ud” fra EP’en Lance Armstrong var “P3’s Uundgåelige”, ligesom “Gazeller” og “Paris” også var det umiddelbart efter de blev udgivet.

## Sange som sangskriver
Odbjerg har skrevet sange til/med bl.a. Malte Ebert, Kongsted, Ankerstjerne, Patrick Dorgan, Lord Siva, Vera, Chris Burton, Gulddreng, Ericka Jane og Drew Sycamore.
I maj 2021 opnåede Odbjerg at være sangskriver på to nummer 1# singler på dansk radio. Først Drew Sycamore med “45 Fahrenheit Girl” i 5 uger og herefter Ericka Jane med “I Say Stupid Things”.

## Diskografi

### Studiealbum
| Titel                                                                      | Albumdetaljer                                                            | Højeste placering | Certificering |
| Titel                                                                      | Albumdetaljer                                                            | Danmark           | Certificering |
| -------------------------------------------------------------------------- | ------------------------------------------------------------------------ | ----------------- | ------------- |
| Hjem fra fabrikken                                                         | - Udgivet: 4. marts 2022 - Selskab: Universal - Format: LP, CD, download | 1                 | - 2× Platin   |
| Un hommage                                                                 | - Udgivet: 1. marts 2024 - Selskab: Universal - Format: LP, CD, download | 2                 | - Guld        |
| "—" markerer en udgivelse, hvor der ikke er registreret hitlisteplacering. |                                                                          |                   |               |

### EP'er
- Lance Armstrong (2020)

### Singler
| År                                                               | Titel                                                                  | Højeste placering | Certificering | Album                |
| År                                                               | Titel                                                                  | Danmark           | Certificering | Album                |
| ---------------------------------------------------------------- | ---------------------------------------------------------------------- | ----------------- | ------------- | -------------------- |
| 2012                                                             | "Årets defekt" (Andreas Odbjerg featuring Xander)                      | —                 |               |                      |
| 2017                                                             | "Get Away" (Kongsted featuring Ida Kudo, Peaceful James og AO)         | —                 |               |                      |
| 2018                                                             | "Icemoneyassbitch"                                                     | —                 |               |                      |
| 2018                                                             | "Anne Linnet"                                                          | —                 |               |                      |
| 2019                                                             | "Dét helt okay"                                                        | —                 |               |                      |
| 2019                                                             | "Tænker på dig"                                                        | —                 |               |                      |
| 2019                                                             | "Føler mig selv 100"                                                   | 11                | - 4× Platin   | Lance Armstrong      |
| 2020                                                             | "Min sang"                                                             | —                 |               | Lance Armstrong      |
| 2020                                                             | "Penge ind penge ud"                                                   | —                 |               | Lance Armstrong      |
| 2021                                                             | "Omvendt" (Pil og Andreas Odbjerg)                                     | —                 | - Platin      |                      |
| 2021                                                             | "Hjem uden klaver" (Carl Knast, Bai-D og Andreas Odbjerg)              | —                 |               |                      |
| 2021                                                             | "I morgen er der også en dag"                                          | 14                | - 3× Platin   | Hjem fra fabrikken   |
| 2021                                                             | "Velkommen tilbage"                                                    | —                 | - Guld        | Hjem fra fabrikken   |
| 2021                                                             | "Stor mand" (Tobias Rahim og Andreas Odbjerg)                          | 1                 | - 8× Platin   | Når sjælen kaster op |
| 2021                                                             | "God jul" (fra julekalenderen Kometernes jul)                          | 22                | - Platin      |                      |
| 2022                                                             | "Blev du fanget af noget?"                                             | —                 | - Guld        | Hjem fra fabrikken   |
| 2022                                                             | "Hjem fra fabrikken"                                                   | 1                 | - 3× Platin   | Hjem fra fabrikken   |
| 2022                                                             | "Hvad skal verden med sådan en som mig?"                               | 16                | - Platin      |                      |
| 2023                                                             | "Smugryger"                                                            | 5                 | - 4× Platin   | Un hommage           |
| 2023                                                             | "Jeg ka' rigtig godt li' dig" (Ida Laurberg featuring Andreas Odbjerg) | 2                 | - 2× Platin   | Bænkevarmer          |
| 2023                                                             | "Vennesangen" (Carl Knast og featuring Andreas Odbjerg)                | —                 |               |                      |
| 2024                                                             | "Benny"                                                                | 26                | - Guld        | Un hommage           |
| 2024                                                             | "Den vredeste mand på jorden"                                          | 26                |               | Un hommage           |
| "—" markerer en udgivelse der ikke opnåede en hitlisteplacering. |                                                                        |                   |               |                      |